# ترومن (ویسکانسین)
ترومن، ویسکانسین (به انگلیسی: Truman, Wisconsin) یک منطقهٔ مسکونی در ایالات متحده آمریکا است که در ویسکانسین واقع شده‌است.

## خصوصیات
ترومن ۳۲۰٫۰۴ متر بالاتر از سطح دریا واقع شده‌است.